# Sage Watson
Sage Watson, född 20 juni 1994, är en friidrottare från Kanada. Han deltog vid olympiska sommarspelen 2012 och olympiska sommarspelen 2020.